# Tetanops psammophila
Tetanops psammophila är en tvåvingeart som beskrevs av Friedrich Hermann Loew 1862. Tetanops psammophila ingår i släktet Tetanops och familjen fläckflugor.
Artens utbredningsområde är Bulgarien. Inga underarter finns listade i Catalogue of Life.